# Drunken Sailor
Pour les articles homonymes, voir Drunk et Sailor (homonymie).
Clip vidéo
[vidéo] « The Irish Rovers - The Drunken Sailor », sur YouTube
[vidéo] « The Irish Rovers - Drunken Sailor (danse) », sur YouTube
Drunken Sailor ou What Shall We Do with a Drunken Sailor? (Marin ivre, ou Que faire d'un marin ivre ?, en anglais) est un chant de marins traditionnel folklorique irlandais, en langue anglaise, repris et popularisé par de nombreux interprètes.

## Histoire

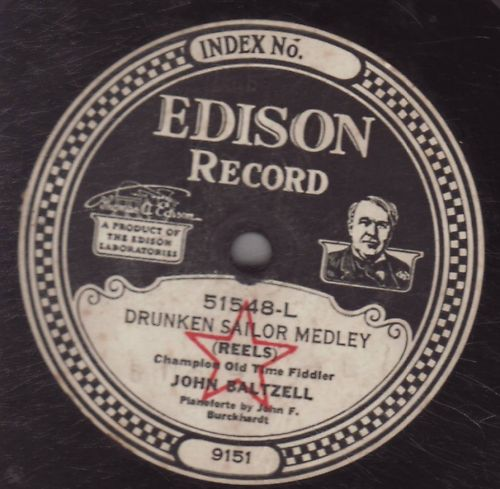
Drunken Sailor Medley par John Baltzell vers 1923.

Ce chant de marins humoristique est adapté de l'air traditionnel irlandais Oró Sé do Bheatha 'Bhaile du XVIIIe siècle, intégré au répertoire des marins de la Royal Navy britannique de l'époque, et héritier de la musique folklorique traditionnelle celtique irlandaise. Chanté sur un rythme de ronde rapide de danse irlandaise, c'est une « chanson à virer », c'est-à-dire un chant de travail entonné par les marins en poussant les barres du cabestan, le treuil à axe vertical servant à relever l'ancre. Les paroles du refrain (Wae, Hey, and up she rises !) font référence à l'ancre qu'on « dérape » (qu'on arrache du fond) lors de l'appareillage des anciens navires, tôt le matin, au moment où certains marins de l'équipage sont encore sous l'influence des excès alcooliques de leur ultime bordée à terre de la veille, incapables de participer à la dure manœuvre du cabestan. Les couplets peuvent être chantés avec de nombreuses variantes de réponses humoristiques à la question Que faire d'un marin ivre ?

## Paroles
| Original | Traduction |
| --- | --- |
| Intro What shall we do with a drunken sailor, (×3) Early in the morning Refrain : [Hoo–ray/Wey–hey/Heave-ho] and up she rises, (×3) Early in the morning Couplets possibles : 1. Sling him in the long boat till he's sober, (×3) 2. Put him on a brig until he's sober, (x3) 3. Keep him there and make 'im bale 'er, (×3) 4. Pull out the plug and wet him all over, (×3) 5. Take 'im and shake 'im, try an' wake 'im, (×3) 6. Trice him up in a runnin' bowline, (×3) 7. Give 'im a taste of the bosun's rope-end, (×3) 8. Give 'im a dose of salt and water, (×3) 9. Stick on 'is back a mustard plaster, (×3) 10. Shave his belly, head, legs, balls with a rusty razor, (×3) 11. Send him up the crow's nest till he falls down, (×3) 12. Tie him to the taffrail when she's yardarm under, (×3) 13. Put him in the scuppers with a hose-pipe on him, (×3) 14. Soak 'im in oil till he sprouts flippers, (×3) 15. Put him in the guard room till he's sober, (×3) 16. Put him in bed with the captain's daughter, (×3) 17. Take the Baby and call it Bo'sun, (×3) 18. Turn him over and drive him windward, (×3) 19. Put him in the scuffs until the horse bites on him, (×3) 20. Heave him by the leg and with a rung console him, (×3) Outro That’s what we’ll do with a drunken sailor, (×3) Early in the morning. | Intro Que ferons-nous d'un marin ivre, (×3) Tôt le matin Refrain [Hoo–ray/Wey–hey/Heave-ho] et elle se lève, (×3) Tôt le matin Couplets possibles : 1. Jetez-le dans un canoë jusqu'à ce qu'il dessaoule, (×3) 2. Mettez-le dans un brick jusqu'à ce qu'il dessaoule, (x3) 3. Gardez-le là-bas, faites-la paqueter, (×3) 4. Retirez le bouchon et le mouiller de partout, (×3) 5. Prenez-le et secouez-le, essayer de le réveiller, (×3) 6. Hissez-le dans une corde à nœud coulant, (×3) 7. Donnez-lui le goût du bout de la corde du bosco, (×3) 8. Donnez-lui une dose de sel et d'eau, (×3) 9. Collez sur son dos un cataplasme de moutarde, (×3) 10. Rasez-lui ventre, tête, jambes, boules avec un rasoir rouillé, (×3) 11. Envoyez-le en haut du nid de corbeau jusqu’à ce qu'il tombe, (×3) 12. Attachez-le au bastingage quand elle est sous la vergue, (×3) 13. Mettez-le dans les dalots avec un tuyau d'arrosage sur lui, (×3) 14. Faites-le tremper dans l'huile jusqu'à ce qu'il lui pousse des nageoires, (×3) 15. Mettez-le dans la salle de garde jusqu'à ce qu'il soit sobre, (×3) 16. Mettez-le au lit avec la fille du capitaine, (×3) 17. Prenez le bébé et appelez-le maître d'équipage, (×3) 18. Retournez-le et mettez-le face au vent, (×3) 19. Mettez-le au curage jusqu'à ce que le cheval le morde, (×3) 20. Suspendez-le par la jambe, et avec un barreau, consolez-le, (×3) Outro C'est ce qu'on fait d'un marin ivre, (3x) Tôt le matin. |

## Reprises et adaptations
Ce chant de marins est repris par de nombreux interprètes, parmi lesquels Stan Hugill, Ferre Grignard, Noir Désir, Saltatio Mortis, Paddy and the Rats, Burl Ives, The Irish Rovers (en), Freddie McKay, Henry-Jacques (adaptation française Chanson à virer / Encore et hop et vire,)...

## Dans la culture
Sauf indication contraire, les informations mentionnées dans cette section peuvent être confirmées par le générique de fin de l'œuvre audiovisuelle présentée ici, ainsi que par la base de données cinématographiques IMDb,  présente dans la section « Liens externes ».

### Au cinéma
- 1998 : The Truman Show, de Peter Weir, avec Jim Carrey.
- 2007 : Capitaine Achab, de Philippe Ramos - musique additionnelle.
- 2015 : Entre amis, d'Olivier Baroux - bande originale.
- 2019 : Fisherman's Friends, de Chris Foggin.
- 2023 : Napoléon (film, 2023), film racontant les principaux moments de la vie de Napoléon Bonaparte réalisé par Ridley Scott. Les soldats Britanniques chantent cette chanson juste avant l'attaque de Napoléon pendant le Siège de Toulon (1793).

### À la télévision
- 2002 : Malcolm in the Middle, série de télévision de Linwood Boomer, dans l'épisode 6 de la saison 4.
- 2006 : The Office, série de télévision, dans l'épisode « La croisière bibine » (Booze Cruise en VO, saison 2, épisode 11), Dwight Schrute chante cette chanson en tenant la barre d'un bateau sur le lac Wallenpaupack, croyant diriger le navire alors que la barre est un simple jouet.

### Jeux vidéo
- 2005 : MediEvil Resurrection, on peut entendre le thème dans la musique du niveau des quais du Scorbut.
- 2012 : Dishonored, une version de Drunken Sailor est présente, sous le nom de Drunken Whaler (baleinier), étant donné que la chasse à la baleine est un élément central du jeu. Il est relativement courant d'entendre des PNJs siffler l'air tout au long du jeu. Une version chantée par des enfants -aux paroles explicitement meurtrières- est disponible dans la BO, et plusieurs éléments scénaristiques du jeu y sont référencés.
- 2013 : Assassin's Creed IV Black Flag, lorsque le joueur contrôle son navire.
- 2017 : What Remains of Edith Finch, un marin ivre chante cette chanson lors de l'histoire de Molly.
- 2018 : Sea of Thieves, une version du chant appelée « We Shall Sail Together », composée par Robin Beanland et chantée par Anna Hon pour une cinématique promotionnelle de l'E3 2016. Elle sera ensuite trouvable dans le tutoriel ou dans des boîtes à musique disséminées dans le monde du jeu. On peut aussi entendre certains PNJ la fredonner.